# Rue de Talleyrand
Pour les articles homonymes, voir Talleyrand (homonymie).
La rue de Talleyrand est une voie du 7e arrondissement de Paris, en France.

## Situation et accès
La rue de Talleyrand est située à l'est de l'esplanade des Invalides. Elle débute perpendiculairement à l'esplanade au 25, rue de Constantine puis oblique à angle droit, après une vingtaine de mètres, et finit au 142 bis, rue de Grenelle.
Le quartier est desservi par la ligne 13 à la station Varenne.

## Origine du nom

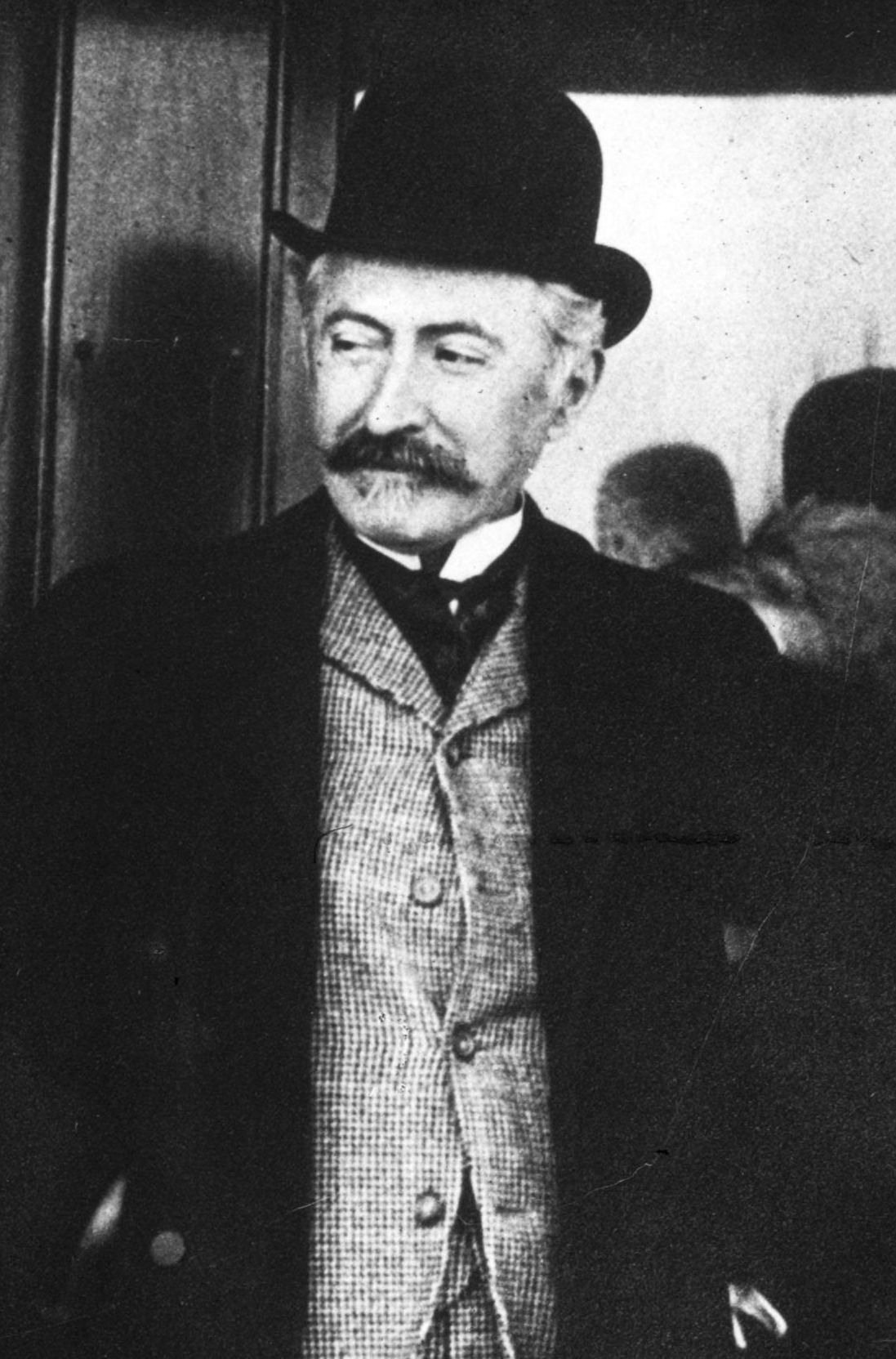
Boson de Talleyrand-Périgord.

La voie porte le nom du 4e duc de Talleyrand, Boson de Talleyrand-Périgord (1832-1910). Elle est ouverte sur une partie des jardins de l'hôtel de Monaco qui ont été sa propriété.

## Historique
La voie est créée en 1908 sur la propriété du prince de Sagan, duc de Talleyrand-Périgord, arrière-petit-neveu de Charles-Maurice de Talleyrand-Périgord, dit Talleyrand.

## Bâtiments remarquables et lieux de mémoire

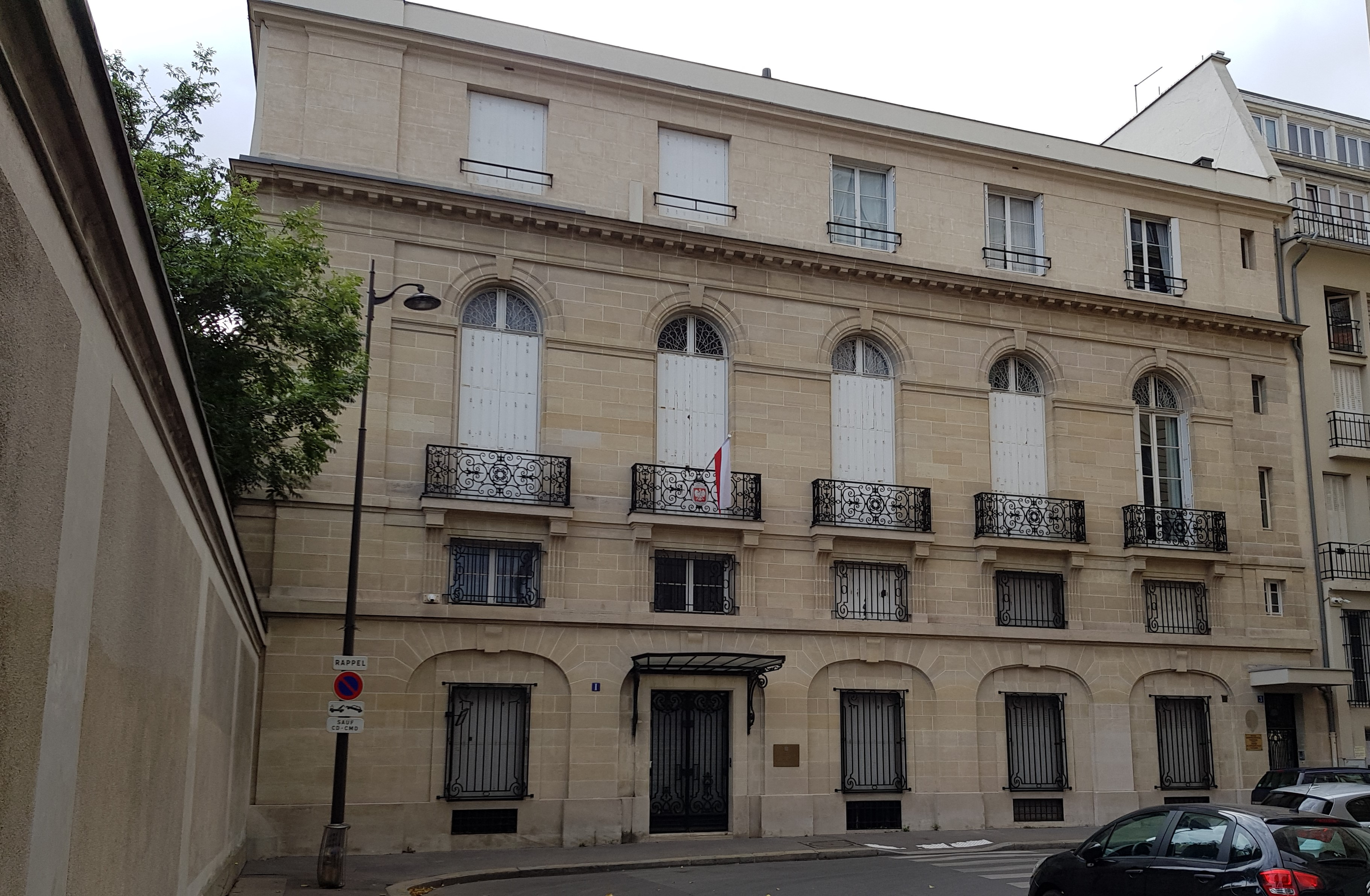
Nos 1-3 : ancien hôtel Seligmann ; actuelle ambassade de Pologne.

- Nos 1-3 : hôtel Seligmann, décrit en 1910 comme un hôtel particulier à un étage, de construction récente, édifié par l’architecte René Sergent[1] pour l'antiquaire Jacques Seligmann ; en 1912, une exposition d'art décoratif y est organisée par la comtesse Greffulhe[2] ; l'hôtel particulier est surélevé d'un étage de bureaux en 1935[3] ; il est alors habité par le commissaire général de l'Exposition universelle de 1937 ; aujourd’hui :  ambassade de Pologne en France au no 1 et section consulaire de l’ambassade au no 3.
- No 7 : construction neuve en 1912 ; maison de rapport de cinq étages avec chambres au 6e étage ; appartenant à M. Jouarre ; architecte : M. Hermant[1].
- No 8 : le 5 mai 1926 sont mis en vente au palais de justice de Paris un hôtel sis au 27, rue de Constantine et un terrain 8, rue de Talleyrand. Mise à prix : 800 000 francs[4].

### Bâtiment détruit
- No 5 : construction neuve en 1912 ; hôtel particulier de trois étages[5], appartenant à M. Auscher[6].